# 奧爾峰 (瑞士)
46°37′22.1″N 9°7′28.2″E / 46.622806°N 9.124500°E

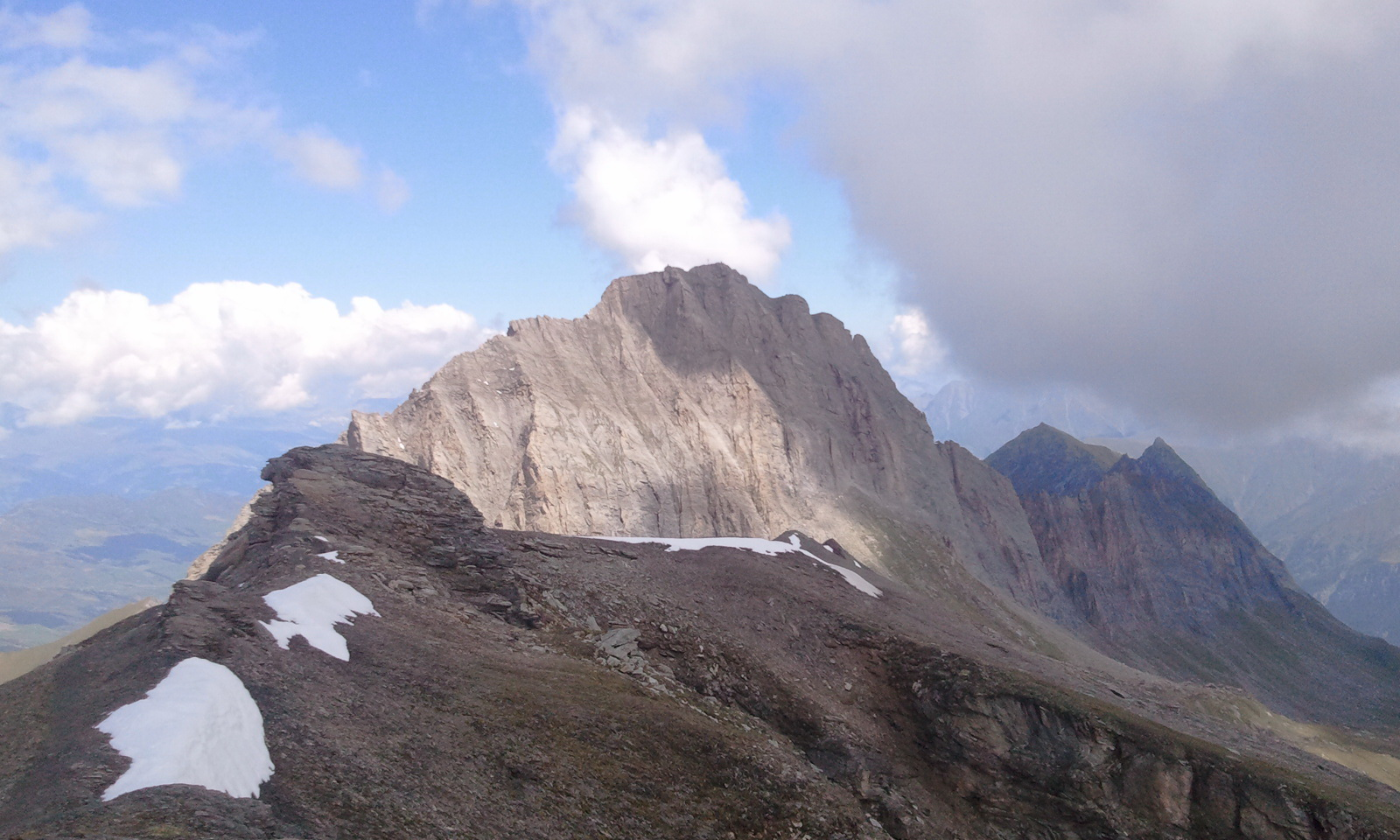

奧爾峰（Piz Aul），是瑞士的山峰，位於該國東南部，由格勞賓登州負責管轄，屬於勒蓬廷阿爾卑斯山脈的一部分，海拔高度3,121米，人類在1801年首次登頂。

## 外部連結
- Piz Aul on Hikr （页面存档备份，存于）